# Buczyniec
Buczyniec (Duits: Buchwalde) is een plaats in het Poolse district  Elbląski, woiwodschap Ermland-Mazurië. De plaats maakt deel uit van de gemeente Rychliki en telt 90 inwoners.